# Aeroportul Regional Meridian
Aeroportul Regional Meridian (IATA: MEI, ICAO: KMEI, FAA LID: MEI) este un aeroport din Meridian⁠(d), Comitatul Lauderdale, Mississippi, Mississippi, Statele Unite ale Americii ce deservește zona Meridian⁠(d). Aeroportul a fost tranzitat în 2019 de 39.530 de pasageri. A fost numit după zona deservită.
Situat la o altitudine de 91 m, aeroportul dispune de 2 piste și ocupă o suprafață de 6.475 m².

## Infrastructură

### Piste
Aeroportul dispune de 2 piste. Pista 01/19 are suprafața de asfalt și dimensiunile 10.003 picioare × 150 picioare. Pista 04/22 are suprafața de asfalt și dimensiunile 4.599 picioare × 150 picioare. 